# Friedrich II. von Bülow

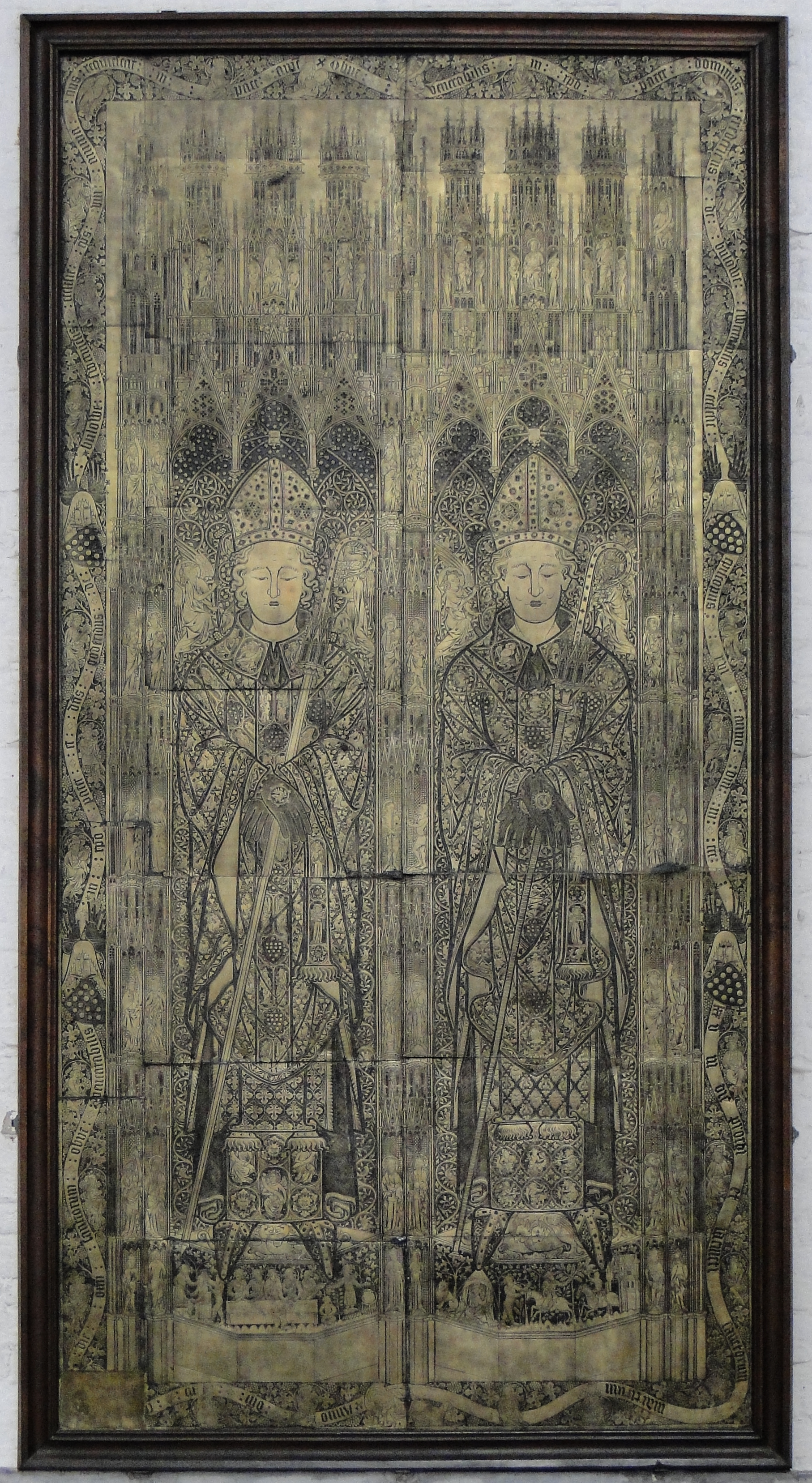
Doppelgrabplatte für Gottfried I. (links) und Friedrich II. (rechts) von Bülow im Schweriner Dom

Friedrich II., eigentlich Vicko von Bülow († 11. September 1375 in Warin) war von 1356 bis 1366 Thesaurar im Schweriner Domkapitel und danach bis zu seinem Tod 1375 Bischof von Schwerin.

## Leben
Nach dem Tod von Bischof Rudolf II. von Anhalt besetzte am 14. Januar 1366 Papst Urban V. den Schweriner bischöflichen Stuhl wieder mit einem Mitglied der Familie von Bülow. Vicko, der sich als Bischof nun Friedrich II. nannte, war ein Neffe der beiden früheren Bischöfe Ludolf und Heinrich I. Der Vater hieß auch Vicko und wurde ein Ritter genannt, die Mutter hieß Ghese. Beide wurden in der Memorienstiftung des Bischofs vom 15. Juni 1369 erwähnt.
Vico von Bülow war durch das Domkapitel als vierter Bischof aus der Bülowschen Familie schon als Nachfolger von Bischof Albrecht für das Amt vorgesehen. Doch zu dieser Zeit befand er sich mit zusammen mit seinen Verwandten in einem langjährigen Streit mit den Schweriner Bischöfen Andreas von Wislica und Albrecht von Sternberg über die Rückgabe verpfändeter Güter, in dessen Verlauf der Kirchenbann ausgesprochen wurde. Zwischenzeitlich war er Knappe und Consiliarius am Mecklenburgischen Fürstenhaus. Er hatte im Schweriner Domkapitel ein Kanonikat, eine kleinere Präbende und die Würde des Domthesaurars inne, besaß aber erst die niedere Weihe. Am 22. Oktober 1356 tauschte er die Thesaurarie an der Heilig-Geist-Kapelle zu Warin vom Lübecker Domherren Paul Hake ein, wofür er Annatenzahlungen an Rom leistete. Am 10. März 1358 und am 24. Juni 1364 wurde er mit der Durchführung päpstlicher Provisionen beauftragt und am 3. Februar 1360 und am 8. Mai 1365 stiftete er Vikarien in Bützow und Schwerin.
Die Mitteilung der Bestätigung als neuer Bischof erging durch den Papst am 14. Januar 1366 auch an das Domkapitel, den Klerus, die Vasallen, die Stadt Schwerin, den Erzbischof Albert II. von Bremen und an Kaiser Karl IV. Der Electus erhielt nun die Erlaubnis, sich die höhere Weihe (Diakonen- und Priesterweihe) von jedem beliebigen Bischof erteilen zu lassen. Die Bischöfe Wilpert von Ratzeburg und Cremon von Lübeck wurden beauftragt, persönlich die Verzichtsleistung auf die Bischofsburg zu Bützow, die Schlösser Warin und Bisdorf sowie andere Güter der bischöflichen Tafel entgegenzunehmen, die die Bülowsche Verwandtschaft als Pfandbesitz behauptete. Das Schloss Bisdorf ließ Bischof Friedrich niederreißen.
Am 11. August 1366 erhielt der Electus die Erlaubnis, auch die Bischofsweihe von jedem beliebigen rechtgläubigen Bischof empfangen zu dürfen. Noch am gleichen Tage wurden ihm zwei Konservatoren bestellt. Am 3. März 1367 nannte sich Friedrich noch Electus et Confirmatus und gebrauchte das runde Siegel mit dieser Umschrift. Bei der Aufbringung der Unkosten, die bei der Erhebung der bischöflichen Würde entstanden waren, gab es bei den Geistlichen im Bistum Schwerin große Schwierigkeiten. Der noch als Notar fungierende Kanonikus Marquard Bermann hatte durch Erlass am 3. März 1367 die schleppenden Zahlungen einzufordern. Am 31. März 1367 wurden dann die für die Bestätigung fälligen Servitien (Gebühren) an die Päpstliche Kammer gezahlt. Wann danach die Bischofsweihe war, ist unbekannt. Am 30. April 1367 nannte sich der Bischof Fredricus dei et apostolice sedis gracia episcopus Zwerinensis. Der Gebrauch seines großen, spitzovalen Siegels, das ihn bereits mit Mitra und Bischofsstab zeigt, ist urkundlich schon ab 5. Juli 1367 nachweisbar. Die Weihe dürfte da wohl schon erfolgt sein.
Mit dem Kloster Doberan gab es auch gleich Ärger. Abt Gottschalk Höppener protestierte gegen die Jurisdiktion des Bischofs über das Kloster und gegen jede Abgabe des Klosters an den Bischof Friedrich von Schwerin. Bei den harten Verhandlungen im Sommer 1367 drohte der Bischof sogar mit Exkommunikation. Am 20. Dezember 1367 einigten sich auf der Bischofsburg zu Warin der als Schiedsrichter gewählte Schweriner Propst Heinrich von Bülow und der Doberaner Zisterziensermönch Johann Bragen in gegenseitiger Wertschätzung und Freundschaft zu einem Kompromiss und sahen den Streit als beendet an.
Am 4. Juni 1368 wurde die Schlussweihe der ecclesie Doberanensi bene fundate et edificiis perfecte (der gut gegründeten und im Bau vollendeten Doberaner Kirche) von dem Schweriner Bischof Friedrich II. von Bülow in Anwesenheit des Herzogs Albrecht II. und seines Sohnes Heinrich III. unter Assistenz des Weihbischofs Goswinus Grope, des Vaterabtes Engelhard von Amelungsborn, des Doberaner Abtes Gottschalk Höppener und anderer Würdenträger vollzogen. In der 1372 durch seinen Vater, den Ritter Vicko von Bülow gestifteten Bülow-Kapelle errichtete er später eine Memorie für sich und seine Familienangehörigen.
Während seiner Amtszeit betätigte sich Bischof Friedrich auch als Bauherr am Schweriner Dom und an der Stiftskirche Bützow. Auch die Bischofsburg zu Warin wurde verbessert, was beim Abbruch der Burg durch Wappenziegelfunde bestätigt wurde.
Eigentumsregulierungen und Schenkungen von Grundstücken mit den mecklenburgischen Landesfürsten und der eigenen Familie, aber auch die Schuldentilgungen des Stiftes sind in seiner Amtszeit zu erwähnen. So schenkte Herzog Albrecht II. dem Bischof das Dorf Bülow bei Rehna zur Einverleibung in das Schweriner Kirchengut. Das Dorf Eickhof, die Vogtei Schwaan, Kröpelin, Marlow, Sülze und weitere belegene Orte waren um 1370 mehrfach Verhandlungsobjekte.
Friedrich II. verfügte Maßnahmen zur Ordnung der Verhältnisse im Domkapitel zu Schwerin bis hin zu Anweisungen für die Gottesdienstgestaltung; er durfte sich auch wachsenden Ansehens beim päpstlichen Hof erfreuen. Dazu gehörten auch die Erlaubnis zur Stiftung einer Präbende für einen Kanonikus im Schweriner Domkapitel durch den Bischof und die Vollmacht für den Beichtvater Bischof Friedrichs, ihm auf dem Sterbebett volle Absolution seiner Sünden zu gewähren.
1372 stiftete Friedrich II. die Bülow-Kapelle im Doberaner Münster. In der Kapelle sollten regelmäßig Messen abgehalten werden zugunsten seines eigenen Seelenheils wie auch dem seiner Eltern, Brüder und der nahe verwandten übrigen Bülowschen Bischöfe. Auf Initiative des Bülowschen Familienverbandes wurde die Kapelle, die bis heute zugänglich ist, 1877 restauriert.
Der Überlieferung nach war er insgesamt ein selbstbewusster und streitbarer Kirchenfürst.
Verstorben ist Bischof Friedrich II. am 11. September 1375 zu Warin, wo auch sein Eingeweide liegt ... und wird zu Schwerin im Chor und in seines Vorfahren, des ersten Bischofs der Bülowwen Geschlecht Gottfredi Grab begraben. Zusammen mit Bischof Gottfried von Bülow erhielt er eine Doppelgrabplatte aus Messingtafeln.

## Siegel
Von Bischof Friedrich II. sind drei verschiedene Siegel bekannt:
In dem zuerst gebrauchten runden Siegel sitzt in dem mit Ranken gezierten Felde Gott der Vater mit dem Gekreuzigten auf dem Schoß, zu den Seiten Maria und Johannes mit dem Kelch. Über dem darunter stehenden Bülow’schen Schild sind zwei Krummstäbe ins Andreaskreuz gelegt.
Die Umschrift lautet: + S' FREDERICI EPI COF/IRMATI ZWERINEN
Das große bischöfliche Siegel ist spitzoval gestaltet. Im oberen Drittel stehen in einer gotischen Nische ebenfalls wieder die Gottmutter und der heilige Johannes Evangelist. Darunter zwischen zwei Schilden, rechts mit den gekreuzten Bischofsstäben auf quergeteiltem Wappenschild, links mit dem Bülowschen Schild (mit 14 Byznten), beide von Löwen gehalten, der betende Bischof Friedrich mit Mitra, den Stab im rechten Arm haltend.
Die Umschrift lautet: + S' FREDERICI DEI GRA EPI ECCE ZWERINEN.
Das dritte Siegel Bischof Friedrichs ist ein kleines, rundes Sekretsiegel. In einer gotischen Nische das Brustbild eines Bischofs mit Mitra, darunter der Bülowsche Wappenschild, dem zwei ins Andreaskreuz gelegte Bischofsstäbe aufgelegt sind.
Die Umschrift lautet: S' FREDERICI. EPI. ZWERINEN.

## Grabplatte
Im Schweriner Dom befinden sich an der Nordwand des Chorseitenschiffes zwei aus Messingtafeln, heute in Eichenrahmen gefasste Doppelgrabplatten für die Bischöfe aus der Adelsfamilie Bülow. Die gegossenen und anschließend gravierten Platten wurden in Flandern hergestellt. Die vier Meter hohe und fast zwei Meter breite Messingplatte für Friedrich unterscheidet sich bereits deutlich von der früheren Platte für Friedrichs Onkel Ludolf und Heinrich von Bülow. Die Platte wurde nach Friedrichs Tode 1375 nicht nur für diesen, sondern auch für dessen über 60 Jahre zuvor verstorbenen Großonkel Gottfried, den ersten Bischof aus der Familie Bülow, geschaffen. Beide sind als Verstorbene dargestellt, die Augen geschlossen und die Hände übereinander gelegt. Unter den Köpfen liegen Kissen, die beidseitig von Engeln geschützt werden. Die umgebende Nischenarchitektur deutet durch bestirnte Gewölbebögen perspektivische Tiefen an, im Hintergrund ist ein besticktes Teppichmuster zu erkennen. Auch hier sind die Figuren der Propheten, Apostel und Evangelisten in die Nischen eingestellt. Unter den Füßen und den Zwingen der Bischofsstäbe verläuft ein Fries mit Genreszenen.
Das Vollwappen Bülow mit Kübelhelm und Helmdecke ist an vier Stellen in die Randborte eingelassen, ohne Helm ist es noch mehrfach auf den Gewändern der Verstorbenen verteilt.
Der Familienverband von Bülow ließ 2004 die Messinggrabplatte für die beiden Bischöfe restaurieren.